# Trésor de Ruffieu
Le trésor de Ruffieu est un petit trésor datant de la période romaine, découvert en 1837 au lieu-dit de Ruffieu, dans la commune de Nivolas-Vermelle en Isère. De composition assez modeste, il présente l'intérêt de mentionner par une inscription son propriétaire, un soldat romain.

## Contenu
Le trésor de Ruffieu comprend les objets suivants :
- six aurei, à l'effigie d'Hadrien, d'Héliogabale, d'Alexandre Sévère et de Gallien, le plus récent étant daté de 254 ou 255 ap. J.-C.
- cinq bagues en or serties d'intailles en pierres semi-précieuses, dont une en cornaline
- une casserole d'argent avec ciselée au revers du manche une inscription en trois lignes nommant son possesseur : C(ai) Didi Secundi / mil(itis) leg(ionis) II Aug(ustae) / [3]
- une seconde casserole, un gobelet et quatre cuillères, tous en argent.

L'ensemble est exposé dans la salle du Médailler, au musée des Beaux-Arts de Lyon, numéro d'inventaire A 1545.

Objets du trésor de Ruffieu, exposés au musée des Beaux-Arts de Lyon
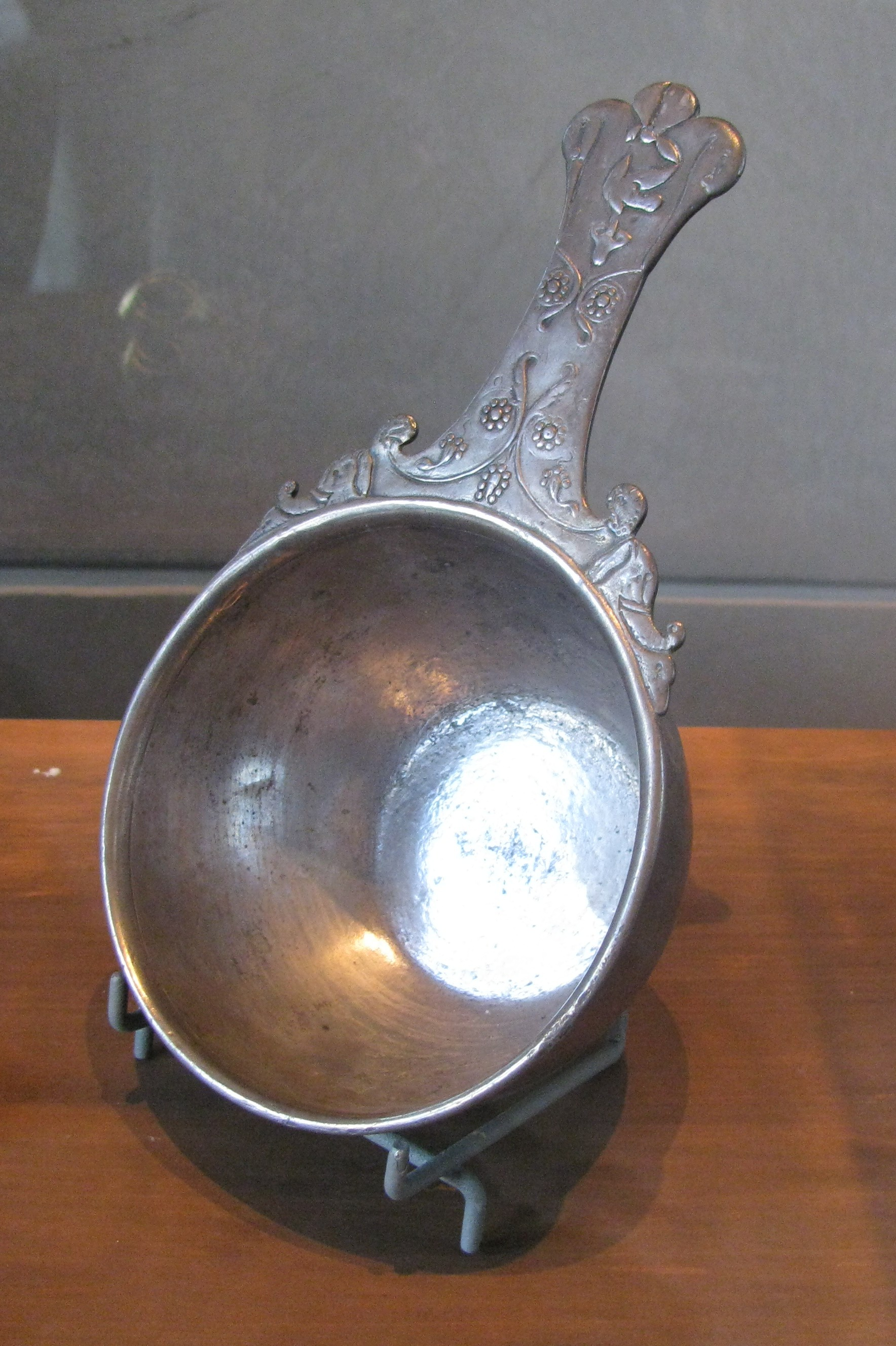
Casserole en argent
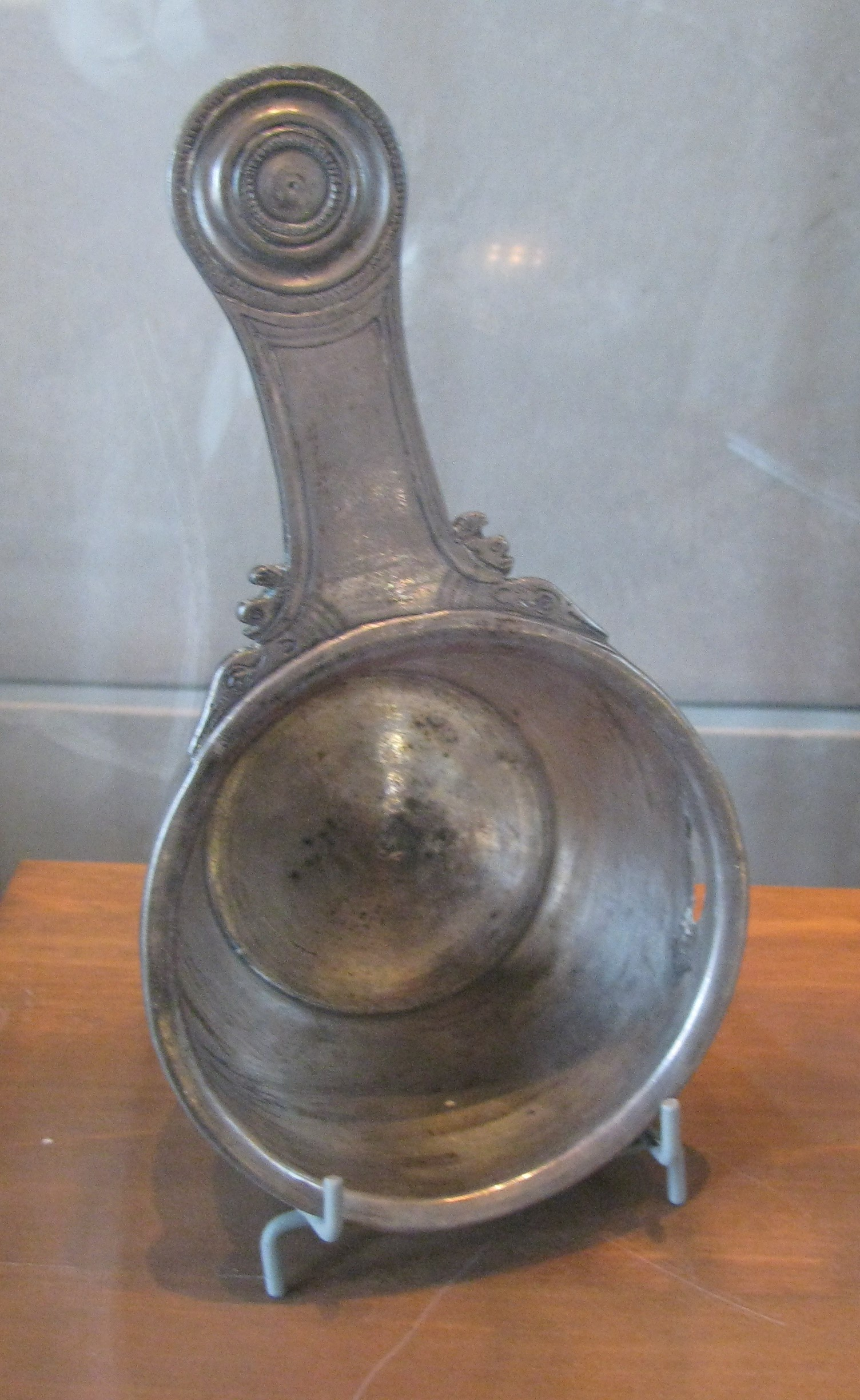
Autre casserole
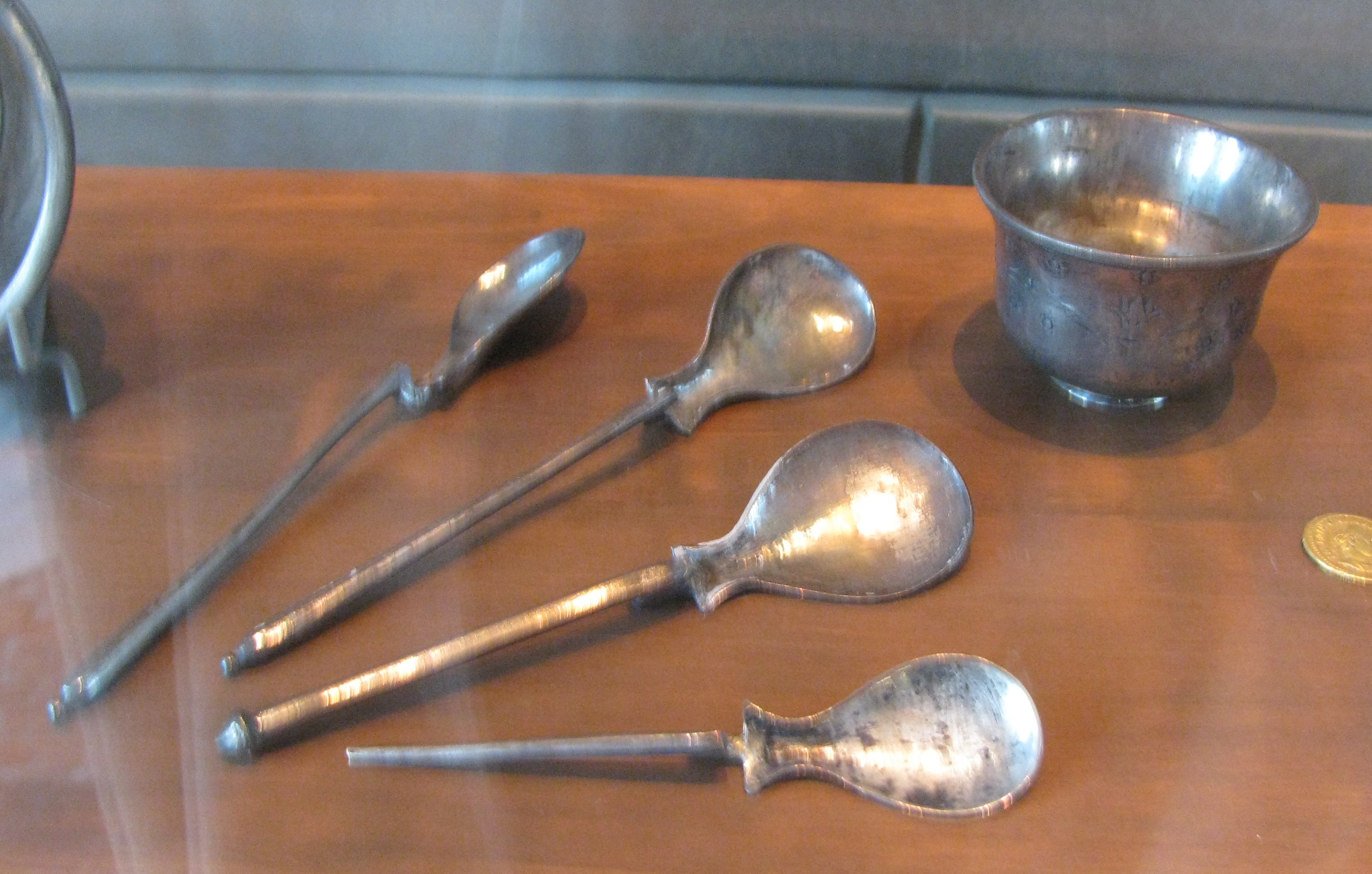
Quatre cuillères et un gobelet
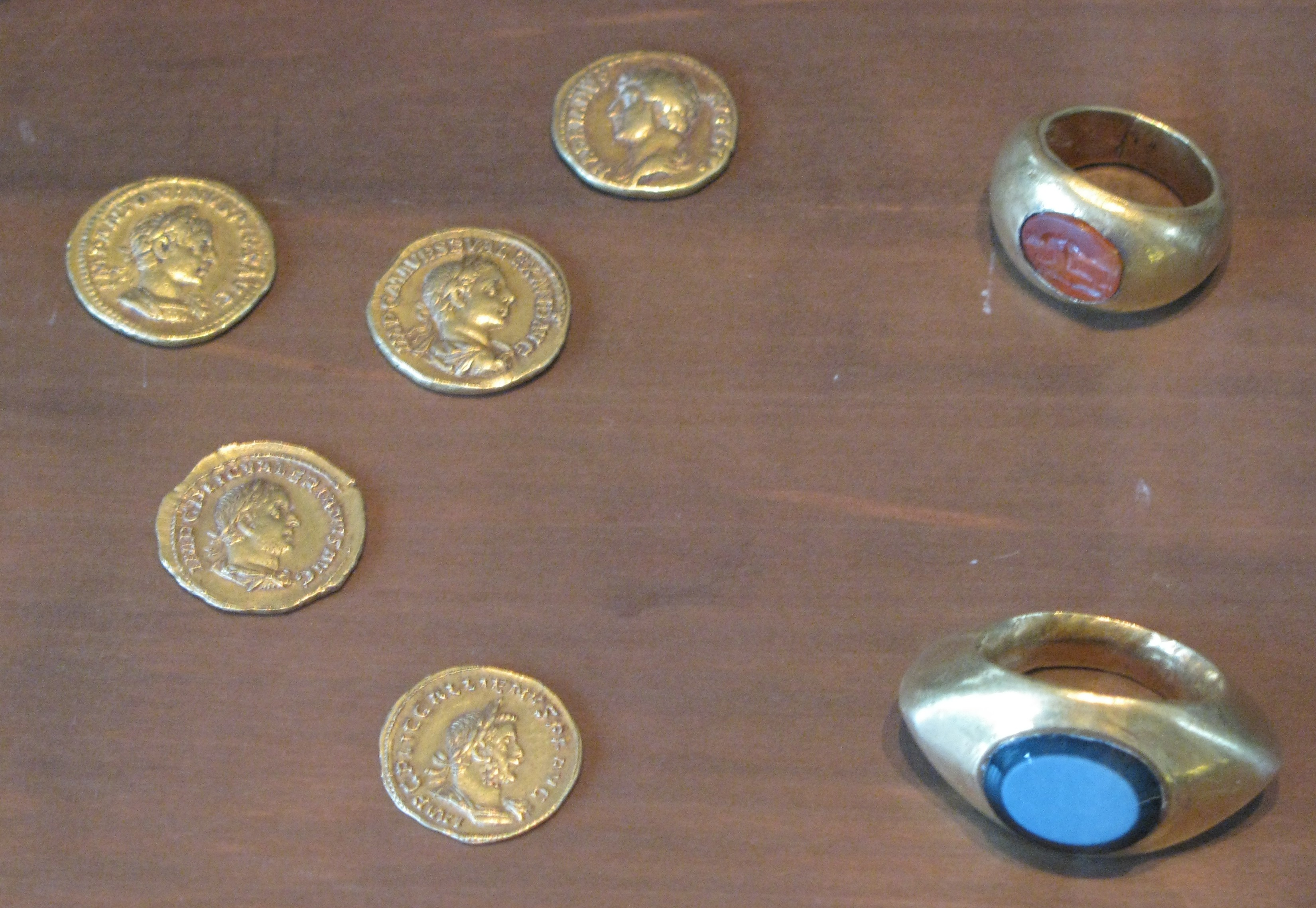
Deux bagues et cinq aurei

## Interprétation
Le propriétaire, Caius Didius Secondus, est un soldat de la Legio II Augusta de la centurie Marius, normalement basée en Bretagne. L'éloignement de son lieu de garnison habituel pour une zone proche des Préalpes et la datation des monnaies pourraient s'expliquer par la confrontation entre Postume, usurpateur en Gaule et en Bretagne à partir de 260, et Gallien, empereur légitime en Italie.